# Jim McCornick
Jim McCornick est un escroc Britannique connu pour avoir arnaqué les services de sécurité irakiens en leur vendant de faux détecteurs d'explosifs avec l'aide de hauts fonctionnaires Irakiens. Il est mis en examen en 2010 puis condamné par la justice Britannique à 10 ans de prison ferme en 2013, cependant, ses détecteurs qui à l'origine étaient des détecteurs de balles de golf ne sont retirés qu'en juillet 2016 par l'armée Irakienne,.